# Parigi-Bourges 2007
La Parigi-Bourges 2007, cinquantasettesima edizione della corsa e valevole come prova del circuito UCI Europe Tour 2007 categoria 1.1, si svolse l'11 ottobre 2007 su un percorso di 194,3 km. Fu vinta dal francese Romain Feillu che giunse al traguardo con il tempo di 4h46'57", alla media di 40,627 km/h.
Presero il via 122 ciclisti, 92 di essi tagliarono il traguardo.

## Ordine d'arrivo (Top 10)
| Pos. | Corridore           | Squadra         | Tempo    |
| ---- | ------------------- | --------------- | -------- |
| 1    | Romain Feillu       | Agritubel       | 4h46'57" |
| 2    | Aurélien Clerc      | Bouygues Tél.   | s.t.     |
| 3    | Aljaksandr Usaŭ     | AG2R Prév.      | s.t.     |
| 4    | Thor Hushovd        | Crédit Agricole | s.t.     |
| 5    | Saïd Haddou         | Bouygues Tél.   | s.t.     |
| 6    | Stéphane Bonsergent | Bretagne        | s.t.     |
| 7    | Matti Breschel      | Team CSC        | s.t.     |
| 8    | Carlos Da Cruz      | F. des Jeux     | s.t.     |
| 9    | Luke Roberts        | Team CSC        | s.t.     |
| 10   | José Iván Gutiérrez | C. d'Epargne    | s.t.     |